# 3 Persei
3 Persei (3 Per) es una estrella en la constelación de Perseo de magnitud aparente +5,71.
Se encuentra a 245 años luz del sistema solar.
3 Persei es una subgigante naranja de tipo espectral K0IV.
Las subgigantes son estrellas que han terminado la fusión nuclear del hidrógeno en sus núcleos, siendo más brillantes que las enanas de la secuencia principal pero menos que las gigantes propiamente dichas.
Errai A (γ Cephei), ε Reticuli η Serpentis son subgigantes no muy distintas de 3 Persei.
3 Persei tiene una temperatura efectiva entre 4786 y 4845 K y es 31 veces más luminosa que el Sol.
Su radio es 8 veces más grande que el radio solar y gira sobre sí misma con una velocidad de rotación proyectada de 1,0 km/s.
No existe consenso en cuanto a su masa, estimándose ésta entre 1 y 2,2 masas solares, y tiene una edad entre 870 y 4550 millones de años.
Como la mayor parte de las estrellas de nuestro entorno, es una estrella del disco fino.
3 Persei presenta una metalicidad —abundancia relativa de elementos más pesados que el helio— inferior a la del Sol ([Fe/H] = -0,16).
Ciertos elementos como calcio, silicio y europio presentan niveles semejantes a los solares, pero otros, como itrio y cerio, son marcadamente deficitarios ([Ce/Fe] = -0,14).